# Intersport-Aroma Cobusca Nouă

Logo-ul anterior al clubului Intersport-Aroma Cobusca Nouă

CF Intersport-Aroma Cobusca Nouă este un club de fotbal din Cobusca Nouă, Anenii Noi, Republica Moldova. În prezent el evoluează în Divizia "A", eșalonul secund al fotbalului din Republica Moldova.

## Lotul actual
| Nr. |                   | Poziție | Jucător              |
| --- | ----------------- | ------- | -------------------- |
| 1   | Republica Moldova | P       | Ruslan Istrati       |
| 2   | Republica Moldova | F       | Daniel Indoitu       |
| 3   | Republica Moldova | F       | Andrei Spînu         |
| 4   | Republica Moldova | F       | Vitalie Budigai      |
| 5   | Republica Moldova | M       | Dumitru Seul         |
| 6   | Republica Moldova | M       | Alexandru Vdovicenco |
| 7   | Republica Moldova | M       | Eduard Avram         |
| 8   | Republica Moldova | M       | Alexandru Dragutan   |
| 9   | Republica Moldova | M       | Vladimir Jăpălău     |

| Nr. |                   | Poziție | Jucător            |
| --- | ----------------- | ------- | ------------------ |
| 10  | Republica Moldova | A       | Petru Ciorba       |
| 12  | Republica Moldova | A       | Ion Digori         |
| 13  | Republica Moldova | A       | Sergiu Cotorobai   |
| 14  | Republica Moldova | M       | Alexandru Cojocari |
| 15  | Republica Moldova | M       | Igor Tampei        |
| 17  | Republica Moldova | A       | Sergiu Gradinaru   |
| 18  | Republica Moldova | A       | Ghenadie Boghiu    |
| 19  | Republica Moldova | A       | Stanislav Munteanu |
| 20  | Republica Moldova | P       | Nicolai Vozian     |